# Finkenberg (Fichtelgebirge)
Der Finkenberg ist mit 607 m ü. NHN ein stark bewaldeter Basaltkegel nahe der Ortschaft Seußen im Fichtelgebirge.

## Geographie
Der Finkenberg ist ein Nebengipfel des Elmbergs rund 800 m westlich von diesem. Nördlich des Gipfels führt die Kreisstraße WUN 14/TIR 19 nach Korbersdorf bzw. zur Staatsstraße St 2176, welche östlich des Berges von Arzberg nach Konnersreuth verläuft. Sie trennen den Reichsforst mit dem Finkenberg vom Kohlwald.

## Geologie
Zwischen Marktredwitz, Mitterteich, Konnersreuth und Seußen liegt ein großes Basalteruptionsgebiet. Es ist der westlichste Ausläufer des nordböhmischen Basaltvulkanismus. Im Miozän ist hier flüssige Basaltmasse durch den Granit emporgedrungen.